# 崇真小學暨幼稚園
崇真小學暨幼稚園（英語：Tsung Tsin Primary School and Kindergarten），是一間於1897年由崇真會創立，基督教香港崇真會深水埗堂負責辦學的非牟利全日制私立小學暨半日制幼稚園。班級設有命名，依次為信、望、愛、仁、禮。此校每班以普通話教授中文科
此校曾於2004年起，獲安排與同一教會開辦的基督教崇真中學結為「一條龍學校」，惟有關安排現已取消。

## 校政管理
歷任校監
- 謝惠芳 先生
- 丘頌 先生[3]
- 周燕鏞 女士

歷任校長
- 鄭淦源 先生[4]（原為循理會至正學校及至光學校校長；2019年逝世）
- 譚煥玲 女士[3]
- 杜莊莎妮 女士 （已離職）

## 事件

### 校規禁講廣東話
2016年，該校校長譚煥玲表明設有一條校規：學生必須以英語和普通話交談，包括小息。只要有人在課室說廣東話，即有多位學生以「No Cantonese!（不准說廣東話！）」回應。此事引起不少網民炮轟其校規藐視香港本土母語廣東話傳承之重要性，校長空有博士之名，更有家長反映校方做法不知所謂，稱絕不會讓子女入讀此校。不應該斷章取義，學校希望學生學習純正普通話。學習語言需要語言環境，多練習才能更好掌握。相信大家認同，應該理智理解。

## 著名/傑出校友
- 林錦堂：已故粵劇名伶[6]
- 盧龍光：前香港基督教協進會總幹事及香港中文大學崇基學院神學院院長
- 鄭大昭：香港理工大學工商管理學院院長及前副校長（科研及深造課程）（1964年幼稚園、1970年小六）